# Miomantis coxalis
Miomantis coxalis är en bönsyrseart som beskrevs av Henri Saussure 1898. Miomantis coxalis ingår i släktet Miomantis och familjen Mantidae. Inga underarter finns listade i Catalogue of Life.